# Stammham (am Inn)
Stammham ist eine Gemeinde im oberbayerischen Landkreis Altötting. Die Gemeinde ist Mitglied der Verwaltungsgemeinschaft Marktl.
Das Pfarrdorf Stammham ist der Ort des Gemeindesitzes und liegt im Tal des südlich vorbeifließenden Inns. Nördlich liegen die Bahnstrecke München–Simbach und die Kreisstraße AÖ 22.

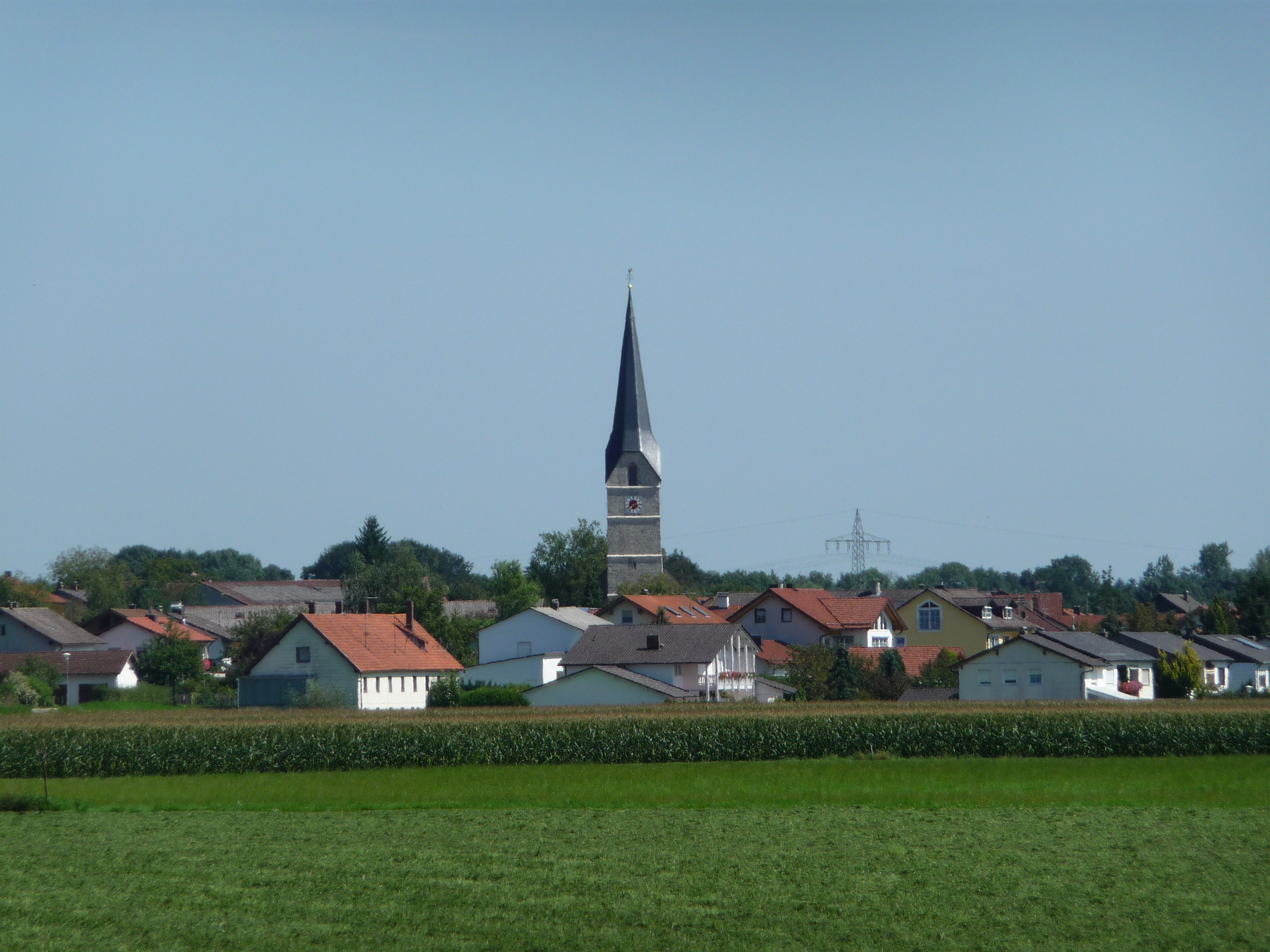
Blick auf Stammham

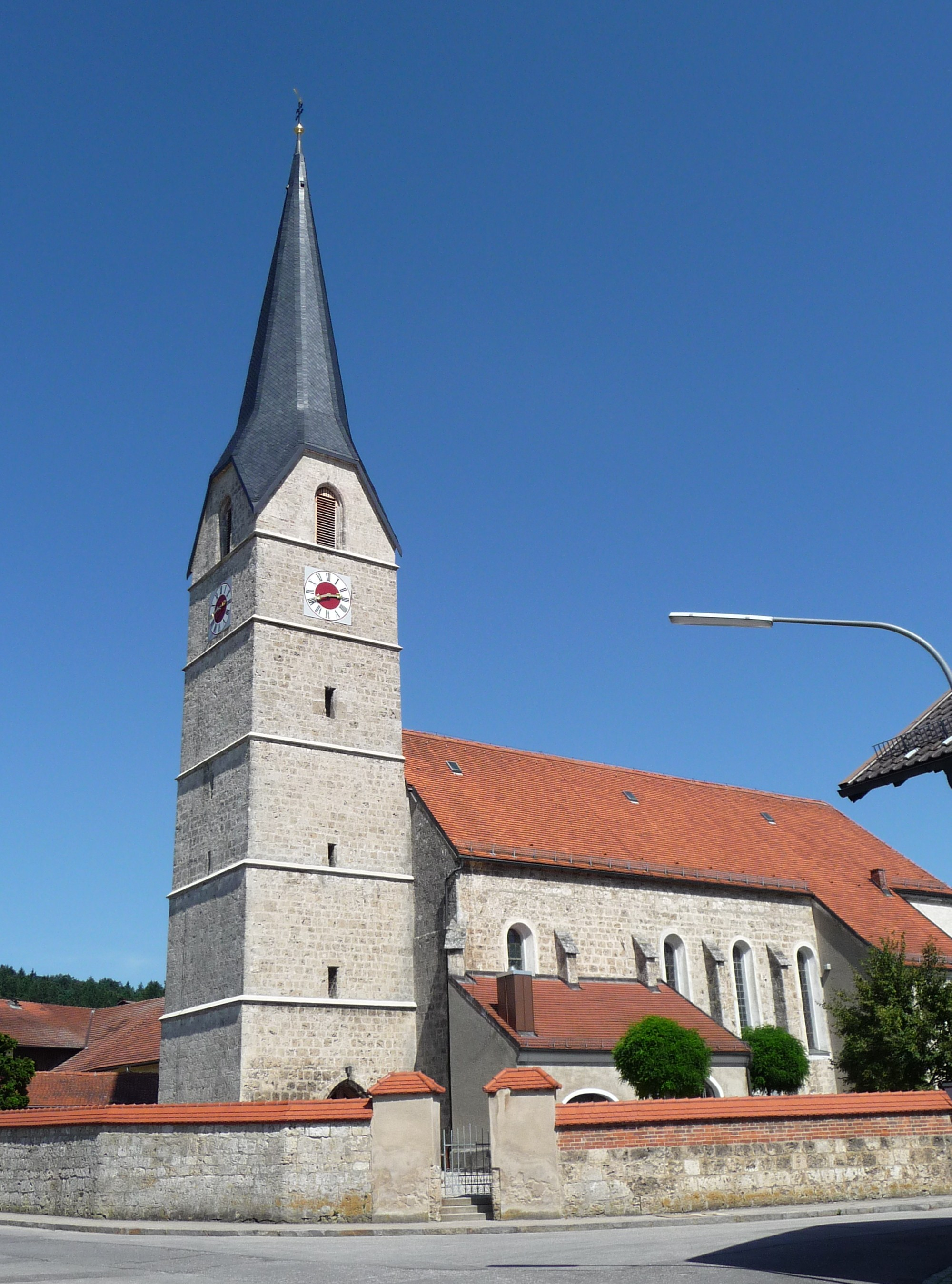
Die Pfarrkirche St. Laurentius

## Gemeindegliederung
Es gibt sechs Gemeindeteile (in Klammern ist der Siedlungstyp angegeben):
- Am Bahnhof (Einöde)
- Grubmühle (Einöde)
- Haunreit (Weiler)
- Hofschallern (Dorf)
- Stammham (Pfarrdorf)
- Vogled (Einöde)

## Geschichte
Im Jahr 740 wurde Stammham erstmals urkundlich erwähnt und war über Jahrhunderte hinweg Sitz der Mutterpfarrei aller umliegenden Orte. Die Pfarrkirche, dem Heiligen Laurentius geweiht, wurde Ende des 15. Jahrhunderts erbaut. Zum Pfarr- (und Schul-) Sprengel Stammham gehören auch Teile der Nachbargemeinden Marktl, Julbach und Zeilarn mit Lanhofen und der dortigen Filialkirche Maria Himmelfahrt. Stammham wurde im Zuge der Verwaltungsreformen in Bayern 1818 eine selbständige politische Gemeinde.

### Einwohnerentwicklung
Zwischen 1988 und 2018 wuchs die Gemeinde von 957 auf 1052 um 95 Einwohner bzw. um 9,9 %.

## Politik

### Gemeinderat
Nach der letzten Kommunalwahl am 15. März 2020 hat der Gemeinderat zwölf Mitglieder. Die Wahlbeteiligung lag bei 62,4 % (2014: 74,3 %). Die Wahl brachte folgendes Ergebnis:
| Partei       | Sitze | Stimmenanteil |
| CSU          | 7     | 59,3 %        |
| Freie Wähler | 5     | 40,7 %        |

Weiteres Mitglied und Vorsitzender des Gemeinderates ist der erste Bürgermeister.

### Bürgermeister
Franz Lehner (CSU) ist seit 1. Mai 1996 Erster Bürgermeister. Dieser wurde am 15. März 2020 mit 90,0 % der Stimmen für weitere sechs Jahre gewählt.

### Wappen
| Wappen der Gemeinde Stammham | Blasonierung: „Gespalten von Blau und Silber; vorne ein gegenästiger silberner Schrägbalken, hinten ein rotes Gitter, belegt mit einem blauen Balken.“ |
| Wappen der Gemeinde Stammham | Das Wappen wird seit 1981 geführt. |

## Wirtschaft und Infrastruktur

### Ansässige Unternehmen
- Vh-Design.com, Webdesignagentur
- NDCom Digital GmbH & Co. KG, Medien- und Werbeagentur
- Holz Reiterer, Holzhandel
- Auto Haunreiter, Autohandel
- Hundeschule Likeadog

### Verkehr
Durch das Gemeindegebiet von Stammham führt die Bahnstrecke München–Simbach, die am 1. Juni 1871 durch die Königlich Bayerischen Staatseisenbahnen eröffnet wurde. An der Strecke befindet sich auf der westlichen Gemeindegrenze zu Marktl der Bahnhof Marktl. Er wird im Stundentakt durch Regionalbahnen der Südostbayernbahn zwischen Mühldorf und Simbach bedient.
Stammham liegt an den Bundesstraßen B 12 und B 20. Über diese ist die Gemeinde an die Autobahnausfahrt Burghausen der A 94 bei Marktl angebunden.